# 北修爾
北 修爾（きた しゅうじ、1943年（昭和18年）1月28日 - ）は日本の通産官僚。阪和興業創業者北二郎の長男で、同社代表取締役社長として、バブル崩壊後叔父の北茂前社長の投資による多額の損失を被り経営危機にあった同社の再建を行った。

## 略歴
- 1961年（昭和36年）：大阪府立豊中高等学校卒業。
- 1966年（昭和41年）：東京大学経済学部卒業。
- 1966年（昭和41年）4月：通商産業省入省。
- 1980年（昭和55年）4月：在ロサンゼルス日本国総領事館領事。
- 1983年（昭和58年）4月：大阪通商産業局商工部長。
- 1987年（昭和62年）5月：日本貿易振興会ジャカルタ･センター所長。
- 1989年（平成元年）10月：関東通商産業局総務企画部長。
- 1991年（平成3年）6月：経済企画庁長官官房審議官（物価局担当）。
- 1993年（平成5年）6月：通商産業省退官。
- 1993年（平成5年）6月：阪和興業株式会社常務取締役。
- 1994年（平成6年）2月：阪和興業株式会社代表取締役社長。
- 2013年（平成25年）11月：旭日中綬章受章[2]。

## 同期入省者
小林興起、広瀬勝貞、林康夫、森清圀生（ライフ社長、元通商政策局次長）、石黒正大（東京ガス副社長、元中小企業庁長官）、長藤史郎（荏原製作所常務執行役員）など。

## その他役職
- 財団法人阪和育英会理事長。
- 財団法人日中経済協会理事。
- 社団法人日本鉄鋼連盟理事。